# Sõrumäe
Sõrumäe is een plaats in de Estlandse gemeente Alutaguse, provincie Ida-Virumaa. De plaats heeft de status van dorp (Estisch: küla) en telt 25 inwoners (2021).
Tot in oktober 2017 hoorde Sõrumäe bij de gemeente Iisaku. In die maand werd Iisaku bij de fusiegemeente Alutaguse gevoegd.
De Põhimaantee 3, de hoofdweg van Jõhvi via Tartu en Valga naar de grens met Letland, loopt door Sõrumäe.